# Elizabeth Savage
Elizabeth Savage, grevinna Rivers, död 1651, var en engelsk hovfunktionär.
Hon var hovdam (lady of the Bedchamber) till Englands drottning Henrietta Maria av Frankrike. Även hennes make var anställd vid drottningens hushåll, som skattemästare. 
Genom sin make och far hade hon förbindelser med både katoliker, kungen och hertigen av Buckingham. Under engelska inbördeskriget utsattes hon för misstankar om att ha deltagit i en katolsk-rojalistisk komplott, vilket resulterade i att hennes bostad St Osyth plundrades av puritanerna och hon tvingades fly till Frankrike 1643. Hon ska ha avlidit utblottad. 